# 静安公园
静安公园是位于上海南京西路静安古寺对面的公園，占地面积为3万余平方米。　　

## 历史
光绪二十四年（1898年），上海公共租界工部局建静安寺公墓（英語：Bubbling Well cemetery），俗称外国坟山，1953年上海市人民政府投资将公墓改建成公园，1955年对外开放。1998年10月开始改建，1999年9月改建竣工后免费对外开放。

## 介绍
公园北部正门处为银杏广场，东部为历史人文空间，以古“静安八景”为素材建成“静安八景园”，公园东南部为观赏大草坪，西部设观赏平台。园内共有植物300余种。2015年，静安公园广场大铜牛雕塑前的街艺表演点被命名为“上海街艺发源地”。